# Solnhofia
Solnhofia is een geslacht van uitgestorven thalassochelydische schildpadden uit het Laat-Jura van Duitsland. 

## Naamgeving
De typesoort is Solnhofia parsoni, benoemd door Gaffney in 1975 voor een gedeeltelijke schedel en onderkaak uit het Vroeg-Tithonien van de Solnhofen-formatie in Beieren. De geslachtsnaam verwijst naar de Solnhofener kalksteen. De soortaanduiding eert Thomas S. Parsons die het stuk in 1961 meldde uit de collectie van het Teylers Museum. De precieze herkomst is onbekend. Het holotype is TM 4023. Aanvullend materiaal, waaronder het complete skelet JME Scha 70, is bekend uit het Laat-Kimmeridgien van Zwitserland en het Kimmeridgien/Tithonien van andere afzettingen in Beieren, en mogelijk ook nog niet geprepareerd materiaal uit het Laat-Jura van Frankrijk. 
In 2020 werd de nieuwe soort Solnhofia brachyrhyncha beschreven uit de oude Reuchenette-formatie uit het Kimmeridgien van Zwitserland. De soortaanduiding betekent 'de kortsnuit'. Het holotype is MJSN BAN001-2.1a.

## Beschrijving
Solnhofia werd ongeveer een voet lang.
Solnhofia onderscheidt zich door een grote kop, die bij S. parsonsi 40 procent van de lengte van het schild heeft. Er is een doorlopend secundair verhemelte gevormde door de interne vleugels van de bovenkaaksbeenderen.

## Fylogenie
Het geslacht werd in 2017 door Anquetin e.a. naar de familie Eurysternidae verwezen, wat een niet-natuurlijke groep, een ontwikkelingsgraad van vroege Thalassochelydia kan vertegenwoordigen. 